# Malmsjöstugan
Malmsjöstugan är en småort i Frustuna socken i Gnesta kommun, Södermanlands län belägen sydväst om Gnesta.